# E・H・エリック
E・H・エリック（E. H. Erick、本名：岡田 泰美（おかだ たいび）、1929年8月1日 - 2000年8月17日）は、日本で活躍した男性タレント、俳優、司会者。日本人の父とデンマーク人の母をもつ、ハーフタレント。弟は俳優・タレントの岡田眞澄。次女はタレントの岡田美里、長女・三女はいずれも一般人。

## 芸風
日劇でコメディアンとしてデビューし、コントから芝居まで何でもこなすマルチタレント、ハーフタレントの草分けでもある。日本語、英語、フランス語が堪能なことから、ビートルズ来日公演の司会やインタビューを始め海外タレントの来日公演にも多く携わり、芸能史に名を残した司会者として知られる。劇場公演、映画、番組、コマーシャル出演など、ハーフタレントとして成功を極めた。
外国出身の日本のタレントとして著名なロイ・ジェームスも芸能界に紹介したのはエリックであり、外国人タレントとして知られたイーデス・ハンソンとも頻繁に共演をしていた。

## 来歴
父親は日本人の画家の岡田穀（おかだ・みのる）、母親はデンマーク人のインゲボルグ・シーヴァルセン。フランスのニースにて誕生。1941年に帰国し、終戦（1945年8月15日）は台湾で迎える。
その後、青山学院高等部からインターナショナルスクールの横浜セント・ジョセフ・カレッジを卒業。卒業後、外資系の舞台音響設備会社に入社、音響機器の仕事に従事し、日劇ミュージックホールの楽屋に出入りした際、日劇の関係者に誘われ、トニー谷と泉和助と組んで1953年に24歳で日劇ミュージックホールでデビューする。トニー谷に「外人の顔をしているくせに、べらんめえの日本語が喋れて面白い。舞台でやってみないか」と気に入られ、日劇ミュージックホールの座長格だった泉和助の弟子を師匠と仰いで芸を学んだ。戦後の一時期には南道郎と漫才コンビも組むほどであった。日劇や大阪ミュージックホール、新宿コマ劇場などで芸能活動をしながら、映画やテレビ出演をこなし、NHKの看板番組であった「夢で逢いましょう」へのレギュラー出演をきっかけに、日本人離れした外見と日本のことに詳しい”へんな外人”として、E・H・エリックの名は日本中に知られることとなった。（NHKアーカイブス参照）
タレントとしてはCMや番組、ラジオ、映画への出演多数、特に小野薬品のタフマックEDのCMで耳を動かす芸を行い、以降、耳を動かす芸がトレードマークとなる。
また、英語とフランス語に堪能なことから、音楽関係のコンサートや番組での司会として活躍し、日本テレビの看板番組であった歌のグランプリショーの初代司会、1966年のビートルズ来日公演（日本武道館）では司会とインタビューを担当、赤坂の伝説のナイトクラブ「ニューラテン・クォーター」では11年間司会を務め、ナット・キング・コール、ナンシー・ウィルソン、パット・ブーン、ダイアナ・ロスなど、名だたる海外のエンターテイナーを迎えた。
晩年はタレント業を控え、日本アムウェイ社の最高位販売員「クラウン・アンバサダー・ダイレクト・ディストリビューター」として活動、高額年収を得ていたことでも知られている。
2000年、パーキンソン病のためアメリカ合衆国ハワイ州マウイ島で死去。71歳没。弟の眞澄は自身に兄弟姉妹は兄一人しかいないことから「まるで片足を失ったような気分だ」と述懐していた。

## 家族・親戚関係
- 弟はタレント・俳優の岡田眞澄
- 次女はタレントの岡田美里
- 孫娘はタレントの栗原菊乃・小春姉妹（いずれも次女美里と美里の元夫堺正章の間に出生）。
- 甥は俳優・DJの岡田眞善（弟の真澄と真澄の元妻女優の藤田みどりの間に出生）。
- 元義妹は藤田みどりとパントマイマーのヨネヤマ・ママコ（両者は岡田眞澄の元妻）。
- コペンハーゲンの人魚姫の像のモデルとなったエリーネ・エリクセンは伯母にあたる。
- 長女は米国ハワイ州マウイ島で撮影コーディネーター、長女の夫はプロウィンドサーファー、長女の娘はモデル。
- 三女はヘアメイクアーティスト、料理家。
- 姪は2019年ミス・インターナショナル日本代表の岡田朋峰。

## 主な出演作

### 劇場・舞台・コンサート
- フランク・シナトラコンサート、アーサ・キットコンサート、アンディ・ウィリアムズコンサート（日比谷野音、司会）
- ニューラテン・クォーター（司会）
- ビートルズ日本公演（日本武道館、司会）
- ミス・インターナショナル世界大会（初代司会）

### 映画
- 七変化狸御殿（1954年、松竹京都） - ロマノフの用心棒 役
- 続二等兵物語 南方孤島の巻（1956年、松竹京都） - ロバート 役
- 東京よいとこ（1957年、主演、東京映画） - ウィリアム・ラドン 役、フリスコ・デイリー 役
- 東京のテキサス人（1957年、主演、東京映画） - ウェスタンデーン 役
- ますらを派出夫会 粉骨砕身す（1957年） - ウィリアム・マスラー 役
- ますらを派出夫会 男なりゃこそ（1957年） - マスラー派出夫 役
- 強情親爺とピンボケ息子（1957年、宝塚映画） - ジミー・カーチス 役
- オンボロ人生（1958年） - ジャム 役
- やりくりアパート（1959年、宝塚映画） - 東谷 役
- やりくりアパート びっくり大放送（1959年、宝塚映画） - 東谷 役
- 俺の故郷は大西部（1960年、日活） - クライトン 役
- 恋とのれん（1961年） - チャールス・ミルトン 役
- 学生重役（1961年） - ウィルソン 役
- 東京さのさ娘（1962年） - ジミー・スコット 役
- サラリーマン物語 大器晩成（1963年） - バルブ 役
- 夜の配当（1963年）
- 温泉女中（1963年） - へんな外人 役
- ニッポン珍商売（1963年） - チャールス・マーカット 役
- 続・てなもんや三度笠（1963年、東映） - フラッシュ船長役
- やぶにらみニッポン（1963年） - 東宝、ラフカディオ・イヤーン 役
- こんにちは赤ちゃん（1964年、日活） - ケニイ役
- 我が青春（1965年） - テレビ司会者 役
- 調子のいい奴 いたずらの天才（1965年） - マナセプロ、レッド社長 役
- 大日本殺し屋伝（1965年、日活） - 006 役
- 陸軍中野学校（1966年、大映） - オスカー・ダビドソン 役
- 九ちゃんのでっかい夢（1967年、松竹大船） - 殺し屋カルダン 役
- クレージー黄金作戦（1967年、東宝・渡辺プロ） - 神父 役
- 関東刑務所帰り（1967年、日活） - シカゴのジョー 役
- 温泉ゲリラ 大笑撃（1968年） - 安西社長役
- 青春の風（1968年、日活） - クーパー氏役
- コント55号と水前寺清子の神様の恋人（1968年）
- 性犯罪法入門（1969年） - ガシオラ役
- 喜劇 新宿広場（1969年） - ジョージ二等衛生兵役
- 高校生番長 深夜放送（1970年） - ディスクジョッキー役
- 新・ハレンチ学園（1971年、日活） - シルクハット役
- カポネの舎弟 やまと魂（1971年、東映京都） - ジム役
- 走れ!コウタロー 喜劇・男だから泣くサ（1971年） - 亜太郎 役
- 喜劇 男の顔は人生よ（1971年） - 空軍将校 役
- 夜のならず者（1972年） - 外人パーサー役
- ルパン三世 念力珍作戦（1974年、東宝） - モッキンパット師役
- 人間の証明（1977年、角川春樹事務所） - 司会者役

### テレビ
- 午後のおしゃべり（NHK総合）
- 夢で逢いましょう（1961年〜1966年、NHK総合、黒柳徹子・渥美清と共演）
- 歌のグランプリショー（1962年〜、日本テレビ、初代司会者）
- お昼のゴールデンショー（1969年、フジテレビ、月曜放送分の司会を倍賞美津子と担当）
- 第11回NHK紅白歌合戦（1960年、NHK総合・ラジオ第1、白組応援団）
- ダイエットのすすめ（フジテレビ）
- エリックのらくらく大工
- 霊感ヤマカン第六感（朝日放送）
- スチャラカ社員（朝日放送）
- 高校三年（1966年）
- 木曜スペシャル・異色歌手紅白歌合戦（1970年2月19日、フジテレビ） - 白組・司会
- スター(秘)どっきりテレビ（1982年、テレビ東京）※（秘)は丸の中に秘。ロイ・ジェームスの体調不良に伴い司会を務めた。

### テレビドラマ
- おバカさん（1960年、日本テレビ、遠藤周作原作）- 主演
- 快獣ブースカ 第7話「スパイをやっつけろ!」（1966年、日本テレビ / 東宝 / 円谷プロ） - 000ゴネリー
- 青春とはなんだ（1966年、日本テレビ）第24話
- 銀河テレビ小説 / 何処へ（1973年、NHK総合）
- 花神（1977年、NHK総合 大河ドラマ） - ガール 役
- アルザスの青い空（1985年、フジテレビ） - シャルル神父役
- 花の降る午後（1989年、NHK総合) - リード・ブラウン役

### 人形劇
- ネコジャラ市の11人 - 一寸丹間守トム介

### ラジオ番組
- エリックのダイアモンド・ジョッキー（ラジオ関東)

### CM
- トヨタ・パブリカ
- ヤマハ・メイト
- ブラック・アンド・デッカー
- イエローハット
- エリックジャー味
- グリーンスタンプ
- コンタック600
- 小野薬品・タフマックED(エーデー)
- ハウス食品・ハウスシチュー
- ナショナル・電子レンジ
- どさん子ラーメン

### その他
- ウエスタンリバー鉄道（東京ディズニーランドのアトラクション) 1983年のオープン時から1999年まで走行中の列車のアナウンスを担当。

## 演じた俳優
- パトリック・ハーラン - 2016年NHK総合「トットてれび」